# Happy Friday
Happy Friday war eine deutsche Comedyshow, die 2004 auf Sat.1 ausgestrahlt wurde. Die Show wurde als „Deutschlands erste Primetime-Comedy“ beworben. Es entstanden 13 Folgen.

## Inhalt
Für die Show wurden bewusst keine Komiker, sondern ernsthafte Jungschauspieler, die über eine Ausbildung an namhaften Schauspielschulen verfügen und Theatererfahrung besitzen, verpflichtet. Die Show bestand aus Sketchen, Einspielern, Musik und prominenten Studiogästen. Dazu zählten u. a. Markus Maria Profitlich, Jeanette Biedermann, Herbert Knebel, Axel Stein sowie das Ensemble von Die Dreisten Drei – Die Comedy-WG. Musikalische Auftritte gab es unter anderem von Thomas Anders und Dick Brave and the Backbeats.

## Ausstrahlung
Happy Friday lief ab dem 9. Januar 2004 freitags um 20.15 Uhr. Ab dem 30. April 2004 erfolgten Wiederholungen der Show, jeweils freitags ab 23.15 Uhr.